# ريان جوردون
ريان جون جوردون (بالإنجليزية: Rian John Gordon)‏، من مواليد 29 أغسطس 1997 في إسكتلندا، هو ممثل اسكتلندي.
لعب جوردون دور كونور برودي في مسلسل بي بي سي إسكتلندا ريفر سيتي من 12 أكتوبر 2010 إلى 2013.

## روابط خارجية
- ريان جوردون في قاعدة بيانات الأفلام على الإنترنت